# Insula Saltspring
Insula Saltspring (cunoscută și ca Insula Salt Spring) este una dintre Insulele din Golf din Strâmtoarea Georgia aflată între continent, regiunea Columbia Britanică, Canada și Insula Vancouver.
Insula a fost inițial locuită de diverse popoare Salish -iene înainte să fie populată de pioneri în 1859, atunci era numită oficial Island Admiral. A fost prima dintre Insulele din Golf care a fost  colonizată și tot prima așezare agricolă dintre insulele din Colonia Insulelor Vancouver, dar și prima insulă din regiune care a permis coloniștilor să achiziționeze pământ prin preempțiune. Insula a fost redenumită cu numele actual în 1910.
Insula Salt Spring este cea mai mare și cea mai polulată dar și cea mai vizitată din Insulele din sudul Golfului Southern Gulf Islands.

## Istorie
Insula a devenit un loc de refugiu pentru rasism al afro-americanilor care locuiau în California. Ei au părăsit California în 1858 după ce statul a adoptat o legislație discriminatorie față de negri. Mai multe familii sau stabilit pe acestă insulă:  alții pe Insula Vancouver. Înainte de emigrare Mifflin Wistar Gibbs împreuna cu alți doi barbați au călătorit până în colonie pentru a vorbi cu guvernatorul James Douglas despre cum vor fi tratați aici.
Guvernatorul era un Guyanez cu părinți de etnii diferite, și i-a asigurat că Africanii veniți în Canada erau tratați cum se cuvine pentru că colonia a abolit sclavia cu mai bine de 20 de ani în urmă.
Insula a fost prima dintre Insulele din Golf care  a fost locuită de oameni de altă națiune. Conform Victorian Missionary și Canadian Indian policy din 1988, a fost prima așezare agricolă din Colonia Insulelor Vancouver care  nu era deținută de Compania Hudsons Bay sau de filiala Peuget Sounds Agricultural Company.
Insula Salt Spring a fost prima din Colonia Insulei Vancouver și din Columbia Britanică care a permis locuitorilor să achiziționeze pământ prin preempțiune: coloniștii puteau să ocupe și să îmbunătățească pământul înainte sa-l cumpere, și li se permitea să cumpere pământul cu un dolar pe acru după ce dovedeau că au făcut asta. Înainte de 1871 (cănd Colonia Columbia Britanică unită s-a alaturat Canadei) toate proprietățile din Insulă au fost achiziționate în felul acesta; între anii 1871 și 1881 înca era principala metodă de cumpărare a pământului , înregistrand 96% dintre achiziții. Drept rezultat istoria primilor coloniști din Saltspring este neobișnuit de   detaliată.
Din punct de vedere demografic printre primii coloniști de pe insulă nu se aflau doar afro-americani dar și (în mare măsură) coloniști din Insulele engleze și britanice, incluzând scoțieni și irlandezi , dar și aborigeni din Hawaii. Metoda achiziționării de pământ a dus la concluzia că pământul era folosit pentru agricultură și că coloniștii erau în general familii. Ruth Well Sandwells în Beyond the city limit arată că câțiva dintre primii coloniști erau fermieri comerciali, cu majoritatea familiilor ce întrețineau parcele de subzistență și suplimentând prin alte activități precum: pescuitul și tăierea de copaci dar și lucrând pentru guvernul coloniei. Unele familii mai tarziu și-au părăsit pământul drept rezultat al lipsei serviciilor civice de pe insulă sau alți factori cum ar fi moartea animalelor domestice în urma gerului din iarna anului 1862
În perioada anilor 1960 insula a devenit refugiu politic pentru cetățenii Statelor Unite, de data aceasta pentru draft-evaders din timpul războiului din Vietnam.

## Numele insulei
Insula a fost cunoscută drept Insula „Chouan” sau „Chuan” în 1854 , dar a fost numită și Salt spring încă din 1855 în onoarea izvorului de sare al insulei. În 1859 era oficial numită „Admirality island” în onoarea amiralului în retragere Robert Lambert Baynes  de către inspectorul Capitanul Richards care a numit numeroase locuri de pe insulă în onoarea amiralului și a navei sale HMS Gangers. 
Chiar și când era numită Insula Admiralty era numită popular Salt Spring, ca și în raportul lui James Richardson pentru Geological Survey of Canada din 1872. Conform înregistrarilor Consiliului Geografic al Canadei insula a fost redenumită oficial Salt Spring pe 1 martie 1910, 

## Geografie și locuri
Localizată între fașia continentală în regiunea Columbia Britanica și Insula Vancouver, Insula Salt Spring este  cea mai vizitată dintre Insulele din Golf dar și cea mai populată având în 2011 o populație de   10.234 locuitori. Cel mai mare sat de pe insulă este Ganges.
Insula este cunoscută pentru artiști. Pe lângă dolarul canadian, băncile și majoritatea afacerilor de pe insulă acceptă și moneda locală Dolarul Salt Spring.
Insula face parte din Insulele de Sud ale Golfului (South Gulf Islands ) , (Insula Saltspring, Insula Galiano, Insula Pender, Insula Saturna, Insula Myne)

## Climat
| Date climatice pentru Saltspring Island | Date climatice pentru Saltspring Island | Date climatice pentru Saltspring Island | Date climatice pentru Saltspring Island | Date climatice pentru Saltspring Island | Date climatice pentru Saltspring Island | Date climatice pentru Saltspring Island | Date climatice pentru Saltspring Island | Date climatice pentru Saltspring Island | Date climatice pentru Saltspring Island | Date climatice pentru Saltspring Island | Date climatice pentru Saltspring Island | Date climatice pentru Saltspring Island | Date climatice pentru Saltspring Island |
| Luna                                    | Ian                                     | Feb                                     | Mar                                     | Apr                                     | Mai                                     | Iun                                     | Iul                                     | Aug                                     | Sep                                     | Oct                                     | Nov                                     | Dec                                     | Anual                                   |
| --------------------------------------- | --------------------------------------- | --------------------------------------- | --------------------------------------- | --------------------------------------- | --------------------------------------- | --------------------------------------- | --------------------------------------- | --------------------------------------- | --------------------------------------- | --------------------------------------- | --------------------------------------- | --------------------------------------- | --------------------------------------- |
| Maxima medie °C (°F)                    | 5.5 (41,9)                              | 7.3 (45,1)                              | 10.3 (50,5)                             | 13.5 (56,3)                             | 16.9 (62,4)                             | 19.5 (67,1)                             | 22.1 (71,8)                             | 22.3 (72,1)                             | 18.6 (65,5)                             | 13 (55)                                 | 7.9 (46,2)                              | 5.3 (41,5)                              | 13,5 (56,3)                             |
| Minima medie °C (°F)                    | −0.4 (31,3)                             | 0 (32)                                  | 1.3 (34,3)                              | 3.1 (37,6)                              | 5.9 (42,6)                              | 8.5 (47,3)                              | 10.3 (50,5)                             | 10.3 (50,5)                             | 7.6 (45,7)                              | 4.4 (39,9)                              | 1.5 (34,7)                              | −0.2 (31,6)                             | 4,4 (39,9)                              |
| Minima istorică °C (°F)                 | −14 (7)                                 | −13 (9)                                 | −10.5 (13,1)                            | −3 (27)                                 | −1.5 (29,3)                             | 2.5 (36,5)                              | 3.5 (38,3)                              | 3 (37)                                  | −0.5 (31,1)                             | −5 (23)                                 | −16 (3)                                 | −17.5 (0,5)                             | −17,5 (0,5)                             |
| Precipitații mm (inches)                | 150.9 (5.941)                           | 125.1 (4.925)                           | 99.9 (3.933)                            | 67.3 (2.65)                             | 48.9 (1.925)                            | 37.5 (1.476)                            | 22.9 (0.902)                            | 27.6 (1.087)                            | 35 (1.38)                               | 88.5 (3.484)                            | 176.5 (6.949)                           | 148 (5.83)                              | 1.028,2 (40,48)                         |
| Sursă: Environment Canada               |                                         |                                         |                                         |                                         |                                         |                                         |                                         |                                         |                                         |                                         |                                         |                                         |                                         |

## Trasee și  drumeții
Insula Salt Spring are mai multe trasee. Două dintre acestea sunt grele și vântoase care duc către vârfurile Bruce Peak inalt de 709m deasupra mării și Muntele Tuam de 602m. Aceste două vârfuri sunt cele mai înalte din grupul de insule din sud. Alte trasee mai scurte pot fi găsite pe insula. Un traseu este de 2.5km care duce către vârful muntelui Erskine înalt de 441m.

## Locuitori notabili
- Michael Ableman – autor și fermier organic
- Nick Bantock – autor și artist
- Robert Bateman –artist despre fauna sălbatică
- Arthur Black – corespondent CBC și comediant
- Brian Brett – poet și romancier
- Michael Colgan – nutriționist și scriitor despre culturism
- Bill Henderson – cântareț și compozitor (The collectors și Chilliwack)
- Dan Jason – autor și împatimit al agriculturii organice
- Sky Lee – artist și romancier
- Pearl Luke - autor
- Harry Manx – muzician și compozitor
- Stuart Margoline – actor și regizor
- James Monger – geolog
- Katky Page – scriitor
- Bryony Penn – profesor (UVIC) autor și activist pentru mediu
- Jan Rabson – actor de voce
- Raffi – cantareț și compozitor
- Clare Rabson – jucătoare în echipa de fotbal a canadei
- Malcom Smith – motociclist
- Sylvia Stark
- Patrick Taylor – autor Nord Irlandez
- Vlady – Cantaret de folk și muzică countri
- Phillys Webb – poet și realizator radio
- Simon Whitfield – campion olimpic de triatlon
- Ronald Wright - autor

## Educație
- Colegiul Shaw Sprott o instituție privată de învatamânt post secundar, are un campus pe insulă
- Școala Gimnazială din Insulele din Golf
- Școala Gimnazială Salt Spring
- Școala elementară Fulford
- Școala Elementară Salt Spring
- Școala centrală Salt Spring
- Școala Phoenix
- Școala Elementară Fernwood

## Transport
Traseele autobuzelor locale sunt oferite de către BC Tranzit.
BC Ferries operează între Tsawwassen  și Long Harbor, dar și între Portul Fulford și Golful Swartz și Vesuvis – Crofton
Salt Spring Air, Seair Seaplanes și Harbour Ais Seaplanes operează servicii cu aeroplanuri  din Ganges Water Aerodrome la Vancouver Harbour  Water Airoport și Vancouver International Water Airoport. Kenmore Air opereaza între Ganges și Lacul Union, Seattle, Statele Unite.

## Telecomunicații
Serviciile de telecomunicațiile sunt oferite de Telus și Shaw în general cu acoperire wireless.